# Faros (serie filatélica alemana)

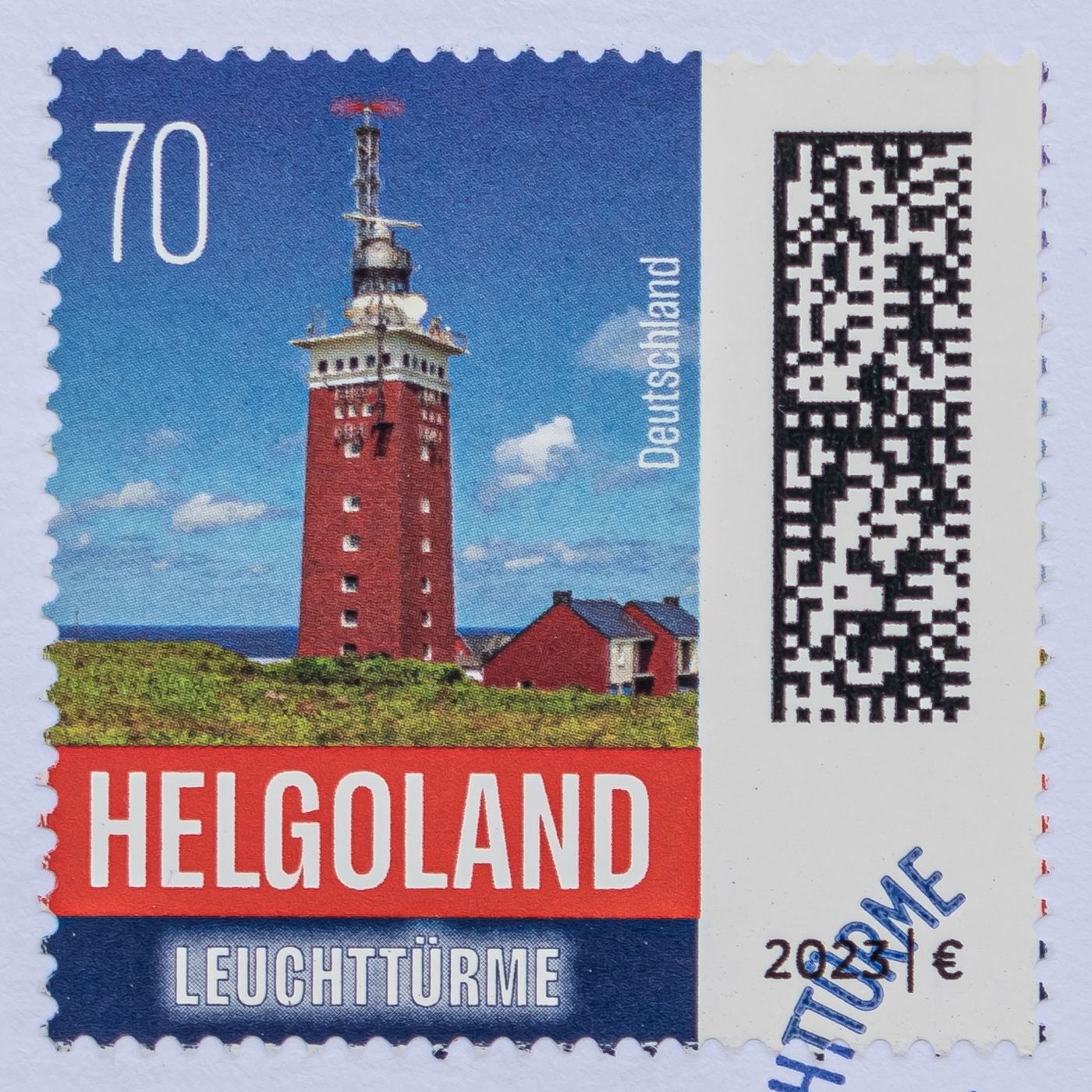
Sello de Deutsche Post AG Alemania «Faros — Heligoland», julio 2023.

Leuchtürme (Faros en alemán) es el nombre de una serie filatélica emitida desde el año 2004 por el Deutsche Post, la administración postal de Alemania, dedicada a los principales faros en el territorio alemán. En total han sido puestos en circulación 24 sellos en 12 fechas de emisión diferentes. Todos los sellos de esta serie tienen las mismas dimensiones: 35,0 × 35,0 mm.

## Descripción
| Fecha de emisión | Nombre del sello (descripción)                                             | Valor facial (en €) |
| ---------------- | -------------------------------------------------------------------------- | ------------------- |
| 08.07.2004       | 1) El faro de Greifswalder Oie en la isla homónima                         | 0,45                |
| 08.07.2004       | 2) El faro Roter Sand en el mar del Norte, cerca del puerto de Bremerhaven | 0,55                |
| 07.07.2005       | 1) El faro Brunsbüttel, Mole 1 en Brunsbüttel                              | 0,45                |
| 07.07.2005       | 2) El faro Westerheversand en la localidad de Westerhever                  | 0,55                |
| 10.08.2006       | 1) El faro de Neuland en la localidad homónima                             | 0,45                |
| 10.08.2006       | 2) El faro Hohe Weg en el mar del Norte, cerca del puerto de Bremerhaven   | 0,55                |
| 12.07.2007       | 1) El faro de Bremerhaven en la ciudad homónima                            | 0,45                |
| 12.07.2007       | 2) El faro de Hörnum en la localidad homónima                              | 0,55                |
| 03.07.2008       | 1) El faro de Warnemünde en la localidad homónima                          | 0,45                |
| 03.07.2008       | 2) El faro de Amrum en la isla homónima                                    | 0,55                |
| 02.07.2009       | 1) El faro de Norderney en la isla homónima                                | 0,45                |
| 02.07.2009       | 2) El faro Dornbusch en la isla Hiddensee                                  | 0,55                |
| 10.06.2010       | 1) El faro de Neuwerk en la isla homónima                                  | 0,45                |
| 10.06.2010       | 2) El faro Falshöft en Pommerby                                            | 0,55                |
| 07.07.2011       | 1) El faro de Arngast en el distrito homónimo (Baja Sajonia)               | 0,55                |
| 07.07.2011       | 2) El faro Dahmeshöved en el distrito de Dahme (Schleswig-Holstein)        | 0,90                |
| 12.07.2012       | 1) El pequeño faro de Borkum en isla homónima                              | 0,45                |
| 12.07.2012       | 2) El faro de Cabo Arkona en el cabo homónimo (isla de Rügen)              | 0,55                |
| 06.06.2013       | 1) El faro de Flügge en la isla de Fehmarn                                 | 0,45                |
| 06.06.2013       | 2) El faro de Büsum en la localidad homónima (Schleswig-Holstein)          | 0,58                |
| 03.07.2014       | 1) El faro de Buk en Bastorf (Mecklemburgo-Pomerania Occidental)           | 0,45                |
| 03.07.2014       | 2) El faro de Pellworm en la isla homónima (Schleswig-Holstein)            | 0,60                |
| 11.06.2015       | 1) El faro de Moritzburg en la localidad homónima (Sajonia)                | 0,45                |
| 11.06.2015       | 2) El faro de Lindau en la localidad homónima (Baviera)                    | 0,62                |